# Proces (datalogi)
 For alternative betydninger, se Proces. (Se også artikler, som begynder med Proces)
Indenfor datalogi er en proces en instans af et computerprogram, som er under udførelse af en eller flere tråde. Processen omfatter programkoden og dens aktivitet. Afhængig af styresystemet (OS) kan en proces udgøres af op til flere tråde under udførelse, som udfører processorinstruktioner samtidigt.
Selvom et computerprogram er en passiv samling af processorinstruktioner typisk lagret i en fil i et baggrundslager, er en proces udførelsen af disse processorinstruktioner efter at være blevet hentet fra baggrundslagret til arbejdshukommelsen. Adskillige processer kan være associeret med det samme computerprogram; fx vil resultatet af adskillige åbne instanser af det samme computerprogram betyde at mere en proces bliver udført.